# Línea 10 (Córdoba)
La Línea 10 es una línea de colectivos de la ciudad de Córdoba, Argentina. El servicio está actualmente operado por la empresa Coniferal.
Anteriormente el servicio de la línea 10 era denominado como línea N desde 2002 por Coniferal hasta que el 1 de marzo de 2014, con la implementación del nuevo sistema de transporte público, la N se fusiona como 10 siendo operado por la misma empresa.

## Recorrido
Servicio diurno y nocturno.
IDA: Vucetich antes de Schrodinger- por Vucetich - Ruta 9 Sur - Av. Sabattini - Bv. Illia - Bv. San Juan - Corro - Fragueiro - Hto. Primo - Avellaneda - C. Barros - Caraffa - O. Pinto - R. Nuñez - Rdo Rojas - H. Martinez - Morello - Garzon - Sandoval - Buitrago - D. Maestro -Chaine - Poincare ( estacionar sobre esta Calle).
REGRESO: Poincare antes de Buitrago- por Poincare- Buitrago - Sandoval - Antequera y Castro - Morelos - H. Martinez - Rdo Rojas - R. Nuñez - O. Pinto - Av. Caraffa - C. Barros - Avellaneda - Av. Colón - Av. Gral. Paz - Av. Vélez Sarsfield - Bv. San Juan - Bv. Illia - Av. Sabattini - Ruta 9 Sur - Vucetich - Ingreso al predio.